# Рапаи, Агнеш
Агнеш Рапаи (венг. Rapai Ágnes; род. 13 марта 1952 года в Сексарде) — венгерская поэтесса, писательница и переводчица.

## Биография
Агнеш Рапаи родилась 13 марта 1952 года в Сексарде, Венгрия, в семье Дьюлы Рапаи и Пирошки Гати, также у Агнеш есть сестра Марта. Своё детство Рапаи провела в Будапеште, Сексарде и Пече.
В 1975 году окончила Московский государственный университет имени Ломоносова, где изучала драматургию. По окончании университета работала в Институте общественных наук при Венгерской академии наук. С 1989 года Рапаи занимается самостоятельной литературной деятельностью.
Рапаи опубликовала пять сборников стихов в Венгрии, также её работы публиковались в Швейцарии, включая коллекции и антологии, такие как «Фрауэнфельдские лирические дни», «Поэтическая повестка дня» и «Венгерские поэты». Все её публикации на немецком языке были переведены Андрашем Шардором.
В 1995 году Рапаи получила премию Института исследований Холокоста Розенталя. В 1996 году она также была награждена Венгерским художественным фондом, а в 1999 году получила премию Яноша Араня.
В 1997 году Рапаи принял участие в Международном фестивале поэзии в Фрауэнфельде, Швейцария. В 1999 году Венгрия была почётным гостем на Франкфуртской книжной ярмарке (ярмарка посвящалась венгерской литературе). В связи с этим её второй сборник стихов был опубликован на немецком языке. В 2007 году Рапаи участвовала в девятом ежегодном фестивале Пражские международные дни поэзии.
С 2007 года Рапаи является членом правления ARTISJUS (Венгерское бюро по защите авторских прав). Она также является членом Ассоциации беллетристов, Венгерской национальной ассоциации творческих художников и Венгерского ПЕН-клуба. Участвует в феминистических акциях.

## Работы
Сборники
- Máshol (венг.), Magveto Press, 1985
- A darázs szeme (венг.), Orpheusz Publishing House, 1990
- Spaziergang mit Hölderlin (нем.), Orte-Verlag, 1995
- Zadarnál a tenger (венг.), Orpheusz Publishing House, 1997
- Budapest.. (нем.), Orte-Verlag, 1999
- Arc poétika (венг.), Novella Publishing House, 2006
- Mindenhol jó (венг.), Novella Publishing House, 2007

Антологии
- Szép versek (венг.), Magvető Kiadó, 1984, 1988, 1990, 2006, 2007, 2008 {{citation}}: Проверьте значение даты: |year= (справка)Википедия:Обслуживание CS1 (year) (ссылка)
- Rodo Tykim Ulina, Anthology of Finno-Ugric Writers (венг.), Mari Press, Yoshkar-Ola, 1989
- Poesie Agenda (нем.), Orte-Verlag, 1995, 1996, 1998, 1999, 2003 {{citation}}: Проверьте значение даты: |year= (справка)Википедия:Обслуживание CS1 (year) (ссылка)
- Hét évszázad magyar költői (венг.), Tevan Kiadó, 1996
- Magyar költőnők antológiája (венг.), Enciklopédia Kiadó, 1997
- 4. Frauenfelder Lyriktage, Verlag Im Waldgut Frauenfeld (нем.), 1997, ISBN 3-7294-0261-7
- Lecsukott szemeden át látom, Kortárs magyar női szerelmes líra (венг.), 2005, ISBN 963-8103-52-3
- Éjszakai állatkert (венг.), Jonathan Miller Kiadó, 2005
- Mégse Légyott - Kékszakállú+Verizmó Elmaradt Randevúja (венг.), Miskolc, 2006
- Ötvenhat író Esztergomról (венг.), Pont Kiadó, 2006
- Légyott – B.Artók + P.Árizs Randevúja (венг.), Miskolc, 2007
- Zsuzsa Bruria Forgács (ed)., ed. (2007), Szomjas oázis. Antológia a női testről (венг.), Budapest: Jaffa Kiadó